# Пояс Пресвятої Богородиці
По́яс Пресвято́ї Богоро́диці (англ. Holy Belt Of The Holy Theotokos) — дорогоцінна християнська реліквія.
Візантійський імператор Аркадій (395–408) привіз із Єрусалима до Царгорода дорогоцінну реліквію — пояс Матері Божої. Його донька Пульхерія сховала його у золотому кивоті в церкві Пресвятої Богородиці. Там зберігався він п'ять століть. 
Коли Зою, дружину імператора Лева Філософа (886–912), почав жорстоко мучити злий дух, вона мала об'явлення, що видужає, коли обв'яжеться поясом Пресвятої Богородиці. Тоді всі почали шукати цю дорогоцінну пам'ятку і знайшли неушкодженою в церкві. Пояс поклали на хвору царицю, яка одразу видужала, а потім знову сховали його у кивот. На пам'ятку про цю подію встановили свято Покладення пояса Пресвятої Богородиці. 
У кінці, імператор Іван VI (1347–1355), який особливо любив Монастир Ватопеді на горі Афон (північна Греція), подарував ремінь монастирю. З того часу святий пояс там і зберігається.  
31 серпня — Покладення пояса Пресвятої Богородиці. 